# Mugró esquerdat
El mugró esquerdat (trauma del mugró o fissura del mugró) és una afecció que pot ocórrer en dones que alleten com a resultat d'una sèrie de possibles causes.
El desenvolupament d'un mugró esquerdat pot provocar dolor, sequedat o irritació o sagnat d'un o ambdós mugrons durant la lactància materna. La mare amb un mugró esquerdat pot tenir un dolor intens al mugró quan el nadó està alletant. Aquest dolor intens és un desincentiu per continuar la lactància materna.
L'esquerda pot aparèixer com un tall a través de la punta del mugró i es pot estendre fins a la seva base. El mugró esquerdat es desenvolupa després del naixement del nadó i es gestiona amb tractament farmacològic i no farmacològic.

## Signes i símptomes
Els mugrons esquerdats es classifiquen com un trastorn de mama. El mugró no només és l'estructura per lliurar llet al nadó, també conté petites glàndules sebàcies o glàndules de Montgomery per lubricar la pell de l'arèola. Els mugrons esquerdats s'associen més sovint amb la lactància materna i apareixen com a esquerdes o petites laceracions o trencaments a la pell del mugró. En alguns casos es formarà una úlcera. El mugró d'una mare lactant està en contacte regular amb un lactant. Els mugrons esquerdats són un trauma al mugró i poden ser força dolorosos. Els mugrons esquerdats solen aparèixer de tres a set dies després del part.
Si els mugrons semblen que tenen forma de falca, blancs i aplanats, això pot indicar que el nadó no els podrà enganxar bé i hi ha la possibilitat de desenvolupar mugrons esquerdats.

### Complicacions
Els bacteris poden entrar al pit a través dels mugrons esquerdats, que augmenten el risc de mastitis.
També es pot produir una infecció per Candida (candidosi) del mugró, que resulta en mugrons de color rosa profund, esquerdats i adolorits.

### Contraindicacions per a la lactància
Com que els mugrons esquerdats poden provocar que el nadó estigui exposat a la sang, es pot aconsellar a les dones amb certes malalties transmeses per la sang que deixin de donar el pit si tenen un mugró esquerdat. S'ha trobat que no és perillós que les mares lactants amb hepatitis B i mugrons esquerdats donin el pit.
En el cas que una dona lactant experimenti mugrons esquerdats i sagnants o inflamació de la mama dins d'una o dues setmanes immediatament després d'una infecció aguda per Toxoplasmosi (quan l'organisme encara circula pel torrent sanguini), és teòricament possible que pugui transmetre Toxoplasma gondii al nadó a través de la seva llet materna. Les dones immunodeprimides podrien tenir toxoplasma circulant durant períodes encara més llargs. Tanmateix, la probabilitat de transmissió de la llet humana és molt petita.
El risc de transmissió del VIH augmenta si la mare té els mugrons esquerdats i hemorràgies.
Una infecció poc freqüent a la mare, la malaltia de Chagas, es pot transmetre al nadó a través dels mugrons esquerdats.
Es recomana a les dones amb hepatitis C que s'abstinguin de la lactància materna si tenen els mugrons esquerdats o sagnants.

## Causes
Alguns estudis indiquen que els mugrons esquerdats són causats per una lactància deficient. No obstant això, altres causes podrien ser un mal posicionament, l'ús d'un biberó, la congestió mamària, la inexperiència, els mugrons semi-sobresortints, l'ús de tirallets i una lleugera pigmentació dels mugrons. La congestió mamària també és un factor principal a l'hora d'alterar la capacitat del nadó d'enganxar-se. La congestió canvia la forma i la curvatura de la regió del mugró fent que el pit sigui inflexible, pla, dur i inflat. Els mugrons d'un pit esquerdat són plans.

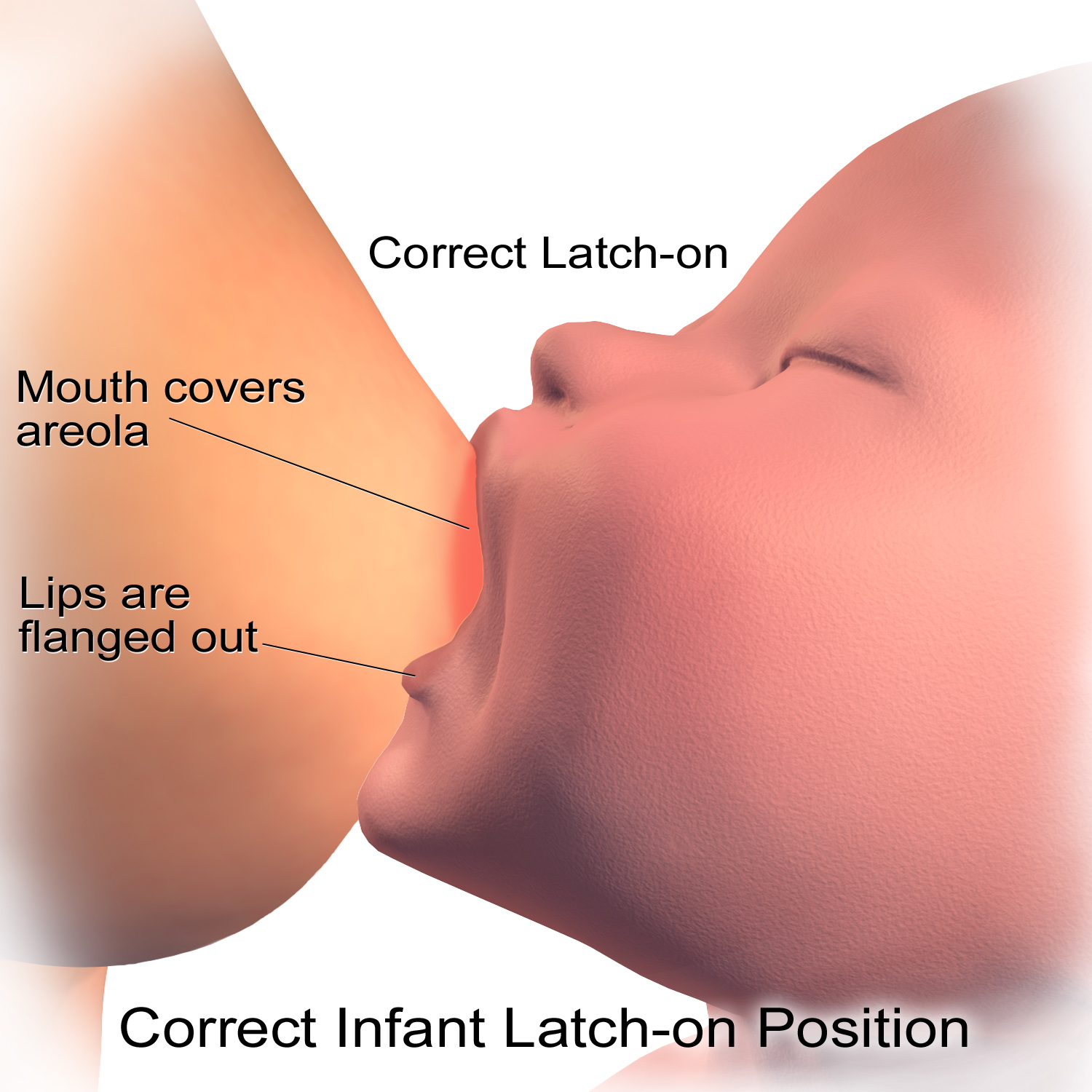
Posició correcta d'enganxament del nadó
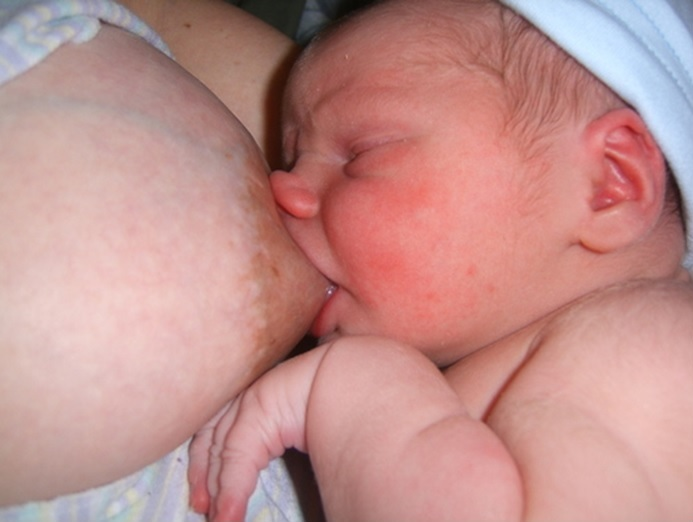
Enganxament deficient per a la lactància materna. El nas del nadó està contra el pit i la barbeta està inclinada lluny del pit, el que significa que la llengua i la mandíbula inferior del nadó no entren en contacte amb gran part de l'arèola. Això provoca dolor i un flux de llet deficient

Quan el nadó s'enganxa correctament, el mugró es troba contra el paladar tou a la part posterior de la boca del nadó. Quan el mugró està a prop de la part davantera de la boca i està pessigat contra el paladar dur, això provocarà dolor i desenvolupament de mugrons esquerdats. Una de les causes dels mugrons dolorosos i esquerdats és la posició incorrecta i l'enganxament incorrecte al pit per part del nadó. El nadó pot crear mugrons esquerdats a causa de la forta pressió de succió, estirant i prement el mugró, la fricció i el fregament de la pell. La causa dels mugrons adolorits i esquerdats també pot ser d'una infecció per rents o Candida al nadó o a la mare o ambdues. La candidosi pot desenvolupar-se després de l'ús d'antibiòtics. Per a les mares que donen el pit per primera vegada, normalment calen uns quants intents abans que l'agafada del pit sigui correcta, cosa que pot fer que els mugrons estiguin tendres i adolorits els primers dies. Si els mugrons s'esquerden o sagnen, és possible que s'hagi de corregir l'agafada. Es recomana a les dones que continuïn amb la lactància materna, ja que en realitat ajudarà a curar els mugrons. Una mica de llet materna o crema o ungüent de lanolina purificada ajuden al procés de curació.
Si s'utilitza un biberó a més de la lactància materna, es poden produir mugrons esquerdats perquè les diferents tècniques de succió necessàries per al biberó i el pit varien. Els nadons amb biberó fan servir la seva llengua per regular el flux de llet. Aquesta mateixa tècnica provocarà fricció al mugró durant la lactància. Això, al seu torn, fomenta l'ús continuat del biberó amb menys temps de lactància materna.
El dolor causat per mugrons esquerdats de vegades pot provocar el cessament de la lactància materna. A més de les esquerdes, es poden formar butllofes o úlceres.

## Prevenció
Els mugrons de les mares lactants fan de manera natural un lubricant per evitar l'assecament, l'esquerdament o les infeccions. Els mugrons esquerdats es poden prevenir mitjançant:
- Evitar els sabons i el rentat o assecat fort dels pits i mugrons. Això pot provocar sequedat i esquerdes.[18]
- Fregar una mica de llet materna al mugró després d'alimentar al nadó per protegir-lo.[7][18][19]
- Mantenir els mugrons secs per evitar esquerdes i infeccions.[18][20]
- Utilitzar mugroneres per mantenir els mugrons sans a través del contacte continu amb la llet materna.

La camamilla romana (Chamaemelum nobile) s'utilitza de vegades com a remei en medicina alternativa per tractar els mugrons esquerdats mitjançant una aplicació tòpica. Tanmateix, no hi ha evidència científica de la seva eficàcia i, de fet, es considera insegur per al seu ús durant l'embaràs.

## Tractament
Els mugrons esquerdats es poden tractar amb lanolina 100%. Els mugrons de glicerina es poden refredar i col·locar sobre els mugrons per ajudar a calmar i curar els mugrons esquerdats o dolorosos. Si la causa dels mugrons esquerdats és de la candidosi, el tractament sol començar amb nistatina. Si la mare és simptomàtica, la mare i el nadó poden ser tractats. Continuar amb la lactància materna ajudarà a curar els mugrons. Una mica de llet materna o crema o ungüent de lanolina purificada ajuden al procés de curació. Els professionals de la lactància materna que inclouen llevadores i consultors de lactància poden ajudar en el tractament dels mugrons esquerdats.
Els consells d'altres persones són abundants, però hi ha hagut alguns tractaments que s'han identificat que no són efectius per curar o prevenir els mugrons esquerdats. Aquests tractaments ineficaços són mantenir la lactància materna curta i utilitzar un protector de mugrons. Mantenir les alimentacions curtes perquè els mugrons puguin descansar no és efectiu per alleujar el dolor dels mugrons esquerdats i podria tenir un efecte negatiu en el subministrament de llet. Els protectors de mugrons no milloren l'enganxament.

## Epidemiologia
En una enquesta a la ciutat de Nova York, el 35% de les mares lactants van deixar de donar el pit després d'una setmana a causa del dolor dels mugrons esquerdats. El 30% va deixar de donar el pit entre la primera i la tercera setmana. Una altra enquesta de mares lactants al Brasil va informar que hi havia un 25% més de risc d'interrupció de la lactància materna exclusiva quan les dones tenien els mugrons esquerdats. Les mares amb nivells educatius més alts tenien més probabilitats de continuar lactant malgrat el dolor dels mugrons esquerdats.

## Societat i cultura
S'ha informat de la importància de prevenir els mugrons esquerdats durant la lactància. En una enquesta informal sobre la lactància materna al Regne Unit, algunes mares van informar que van deixar de donar el pit perquè els mugrons esquerdats ho feia massa dolorós.